# Tillandsia grandispica
Tillandsia grandispica är en gräsväxtart som beskrevs av Renate Ehlers. Tillandsia grandispica ingår i släktet Tillandsia och familjen Bromeliaceae. Inga underarter finns listade i Catalogue of Life.